# Tom Pouce et Mâchefer
Pour les articles homonymes, voir Tom Pouce (homonymie).
Tom Pouce et Mâchefer (Idgit the Midget & Dangerous Dan McBoo en VO) sont des personnages de fiction de l'univers de Mickey Mouse créés en 1966 par Paul Murry pour les studios Disney.
De leurs vrais noms Clothaire Minus et Ted Larvu, ce duo de malfrats est apparu pour la première fois en octobre 1966 dans Le Trésor de Badabang (The Treasure of Oomba Loomba). Aussi bêtes que méchants, ils deviennent dès lors des adversaires redoutables de Mickey Mouse, n'hésitant pas à l'occasion à faire équipe avec d'autres crapules telles que Pat Hibulaire, le Fantôme noir ou Oscar Rapace.

## Nom dans différents pays
- Allemagne : Zwerg Zwetschge / Der gefährliche Gregor
- Angleterre : Idgit the Midget / Dangerous Dan McBoo
- Brésil : Ted Tampinha / Kid Mônius
- Danemark : Puslingen / Fritz Farlig
- Finlande : Sikari-Sakari / Viiksi-Vallu
- France : Tom Pouce / Mâchefer
- Indonésie : Idget the Midget / Dan McBoo Berbahaya
- Italie : Tappetto / Dan il Terribile
- Norvège : Mikro-Midas / Farlige Fiffus
- Pays-Bas : Timmie Teen, Kleintje / Dikke Daan, Dolle Daan
- Pologne : Krystek Karypel / ?
- Portugal : Ted Tampinha / Kid Monius
- Suède : Putte, Drulle Dvärg / Knölen, McBu